# МАИ-223
МАИ-223 или «Китёнок» — проект сверхлёгкого одномоторного двухместного самолёта. Серийно не выпускается. Имеется летающий прототип.

## История
«Китёнок» разработан в Отраслевом специальном конструкторском бюро (ОСКБЭС) МАИ. Первый полет самолёта состоялся осенью 20 октября 2004 года. 
Министр обороны Сергей Шойгу в августе 2013 года осмотрел МАИ-223, после чего было заявлено, что Минобороны России закупит до 300 таких самолётов.
Самолет может оборудоваться лыжами или поплавками. МАИ-223СХ — сельскохозяйственный вариант.

## Лётно-технические характеристики
1. Максимальная скорость: 195 км/ч[2]
2. Крейсерская скорость: 160 км/ч
3. Дальность: 680 км
4. Практический потолок: 6 000 метров
5. Экипаж: 2 человека
6. Длина: 6 метров
7. Масса пустого: 305 кг
8. Максимальная взлётная масса: 495 кг
9. Топливный бак, ёмкость: 67 литров